# Powrót (album Krzysztofa Kiljańskiego)
Powrót – trzeci album polskiego piosenkarza Krzysztofa Kiljańskiego. Wydawnictwo ukazało się 16 kwietnia 2013 roku nakładem wytwórni muzycznej Kayax.
Album dotarł do 40. miejsca polskiej listy przebojów – OLiS.

## Lista utworów
Opracowano na podstawie materiału źródłowego.
1. „Nie mów mi” (sł. Małgorzata Szpitun, muz. Artur Lesicki, Krzysztof Kiljański) – 3:09
2. „Zapomnę” (sł. Ewa Andrzejewska, muz. Artur Lesicki, Krzysztof Kiljański) – 3:36
3. „Księżycowa kołysanka” (sł. Jacek Cygan, muz. Marek Napiórkowski) – 2:53
4. „Po prostu” (sł. Łukasz Pawłowski, muz. Artur Lesicki, Krzysztof Kiljański) – 2:59
5. „Chodź do mnie” (sł. Dorota Miśkiewicz, muz. Artur Lesicki, Krzysztof Kiljański) – 3:02
6. „Kochać i być” (sł. Krzysztof Napiórkowski, muz. Jan Smoczyński) – 3:26
7. „Żyć jak z nut” (sł. Sławomir Młynarczyk, muz. Rafał Karasiewicz) – 3:59
8. „Zapytaj czy” (sł. Ewa Andrzejewska, muz. Artur Lesicki, Krzysztof Kiljański) – 3:52
9. „Naprawdę” (gościnnie: Dorota Miśkiewicz, sł. Łukasz Pawłowski, muz. Artur Lesicki, Krzysztof Kiljański) – 2:58
10. „Zawsze obok mnie” (sł. Ewa Andrzejewska, muz. Artur Lesicki, Krzysztof Kiljański) – 4:12
11. „Spójrz na mnie” (sł. Łukasz Pawłowski, muz. Artur Lesicki, Krzysztof Kiljański) – 3:07
12. „Podejrzani zakochani” (gościnnie: Halina Mlynkova, sł. Dagmara Melosik, Martyna Melosik, muz. Anita Valo, Marija „Meri” Jamana) – 3:26